# Avstralski morski lev
Avstralski morski lev (znanstveno ime Neophoca cinerea), znan tudi kot avstralski tjulenj, je vrsta morskega leva, ki je edini endemit plavutonožcev v Avstraliji. Je edina še živeča vrsta v rodu Neophoca, izumrli pleistocenski novozelandski morski lev Neophoca palatina pa edini znani bližnji sorodnik. S populacijo, ocenjeno na približno 14.730 osebkov, jih je Zakon o ohranjanju divjih živali Zahodne Avstralije (1950) navedel kot »potrebne posebne zaščite«. Njihov status ohranjenosti je označen kot ogrožen. Ti plavutonožci so posebej znani po svoji nenormalnih ciklih razmnoževanja, ki se razlikujejo med 5-mesečnim ciklom razmnoževanja in 17- do 18-mesečnim sezonskim ciklom razmnoževanja, v primerjavi z drugimi plavutonožci, ki ustrezajo 12-mesečnemu ciklu. Samice so srebrne ali rjave barve s kremnim spodnjim delom trebuha, samci pa so temno rjavi z rumeno grivo in so večji od samic.